# بونز آند أول
بونز آند أول (بالإنجليزية: Bones & All)‏ هو فيلم رعب رومانسي أمريكي من إخراج لوكا غواداغنينو وبطولة تايلور راسل، تيموثي شالاماي، مارك رايلانس، مايكل ستولبارغ وأندريه هولاند،ومقتبس من رواية تحمل نفس الاسم صدر في دور العرض في 23 نوفمبر 2022.

## روابط خارجية
- بونز آند أول على موقع IMDb (الإنجليزية)
- بونز آند أول على موقع ميتاكريتيك (الإنجليزية)
- بونز آند أول على موقع روتن توميتوز (الإنجليزية)
- بونز آند أول على موقع ألو سيني (الفرنسية)
- بونز آند أول على موقع أول موفي (الإنجليزية)
- بونز آند أول على موقع فيلمافينيتي (الإسبانية)
- بونز آند أول على موقع قاعدة بيانات الأفلام السويدية (السويدية)
- بونز آند أول على موقع قاعدة بيانات الفيلم (الإنجليزية)
- بونز آند أول على موقع ليتربوكسد (الإنجليزية)
- بونز آند أول على موقع كينوبويسك (الروسية)